# Limana (torrente)
Il Limana (la Limana in veneto) è un corso d'acqua a carattere torrentizio della provincia di Belluno.
Nasce in prossimità della dorsale delle Prealpi Bellunesi, non lontano dal Pian de le Femene. Ridiscende poi il versante settentrionale della catena: inizialmente scorre nella profonda valle detta Canal di Limana, più avanti raggiunge il fondo della Valbelluna per gettarsi nel Piave nei pressi dell'abitato di Pieve di Limana.
L'intero percorso segna i confini tra i comuni di Limana (a destra) e Borgo Valbelluna (a sinistra). Non attraversa direttamente alcun centro abitato; in prossimità della riva destra si trovano Navenze, Triches, Canè e Pieve di Limana, a sinistra Carfagnoi, Cavassico e San Felice.

## Storia
Il torrente è sempre stato importante dal punto di vista storico. In epoca romana segnò per molto il confine tra i municipi di Belluno e Oderzo, successivamente in epoca medievale segnò e segna tuttora i confini tra le diocesi di Belluno-Feltre e di Vittorio Veneto. Questo torrente viene nominato per la prima volta da Carlo Magno che ricorda al vescovo i suoi confini territoriali.
Sulle sue rive intorno agli anni settanta vennero ritrovate due monete romane (anni 350-270 a.C.) a testimone della presenza romana anche in quel periodo.
Il nome Limana viene dal latino Limens che significa confine. Da questo torrente prese nome la località oggi chiamata Pieve di Limana; e successivamente anche il comune, suo rivierasco.